# Антонов Ан-8
Антонов Ан-8 је совјетски војни транспортни двомоторни авион. Поред војне, овај авион је нашао и цивилну примену или као путнички или карго авион.

## Пројектовање и развој
Антонов Ан-8 је замишљен као висококрилац са два турбопроп мотора, широким трупом, кратким ногама стајног трапа, издигнутим репом авиона и утоварном рампом уграђеном у задњи део трупа. Авион је био револуционаран како за ОКБ Антонов тако и камен међаш у развоју транспотрних авиона у Совјетском Савезу.
Пројектовањем овог авиона морало се решити неколико великих проблема: Конструктивно решење товарног дела трупа са подом димензија 7,4 m дужине и 2,95 m ширине. Велика врата за терет на репном делу трупа која морају омогућити утовар габарита тежине до 11 тона и транспорт тог терета. Омогућити искакање падобранаца са опремом и падобранско избацивање војне опреме и терета. На Ан-8 су решени аеродинамички проблеми авиона са високим крилом које носи два турбоелисна мотора. Пронађена су конструктивна  решења за стварање великих задњих товарних врата а да чврстоћа авиона буде задовољавајућа. Решење стајног трапа који треба да поднесе велика оптерећања, неприпремљене полетно слетне стазе и што мању висину ногу. Данас је овакав изглед теретног авиона прихваћен као класичан.
Пројект авиона Ан-8 је израдио тим инжењера конструкционог бироа ОКБ Антонов под водством главног конструктора А.Я. Белокипецкого а први пробни лет је обављен 11. фебруара 1956.

### Историјат пројекта Ан-8
- 11.12.1953. - Издата је Директива број 2922-1251 Савета министара СССР-а о стварању двомоторног турбоелисног транспортног авиона.
- 26.10.1954. - Kомитет за одобравање производа „П” (перспективни АН-8) је одржан под председавањем генерал-мајора В. Лебедева.
- 11.02.1956. - Посада у саставу: Јаков Верников – капетан, Валентин Васин – копилот, В. Кондратјев – навигатор, Игор Морозов – инжењер лета, Л. Чижиков – радио-оператер лета, и А. Евдокимов – виши инжењер извела је први пробни лет Ан-8.
- 18.08.1956. - Прототип авиона Ан-8 је учествовао у приказу лета на аеромитингу изнад Тушина.
- 4.04.1957. - Издата је Директива Савета министара СССР бр. 373-184 којом се налаже отклањање уочених недостатака на прототипу авиона Ан-8, уградња мотора АИ-20Д, а након тога пуштање авиона Ан-8 у серијску производњу у Ташкентском авио заводу.
- Крајем 1958. године - Први лет серијског авиона Ан-8 (С/Н 8340101) извела је посада Никола Гаврицкиј – капетан, Јуриј Сорокин – копилот, Георги Жданов – пробни летач инжињер и Олександар Мјагков – пробни радиста[2].

## Технички опис
Техннички опис према
Конструкција трупа је полумонокок. Попречни пресек централног дела трупа је са заобљеним доњим угловима и заобљеним горњим делом. Структурно је подељен на 4 дела: предњи затворени одељак под притиском, где се налазе кабине навигатора, пилота и пратиоца; товарни простор и пролази са отворима и рампом који нису под притиском; затворени крмени одељак са кабином стрелца под притиском. Под и странице пилотске кабине у зони пилотских радних места опремљени су оклопом дебљине 8 mm. Пилотска седишта имају 16 mm блиндиране наслоне и 25 mm блиндиране наслоне за главу. Са стране трупа има бочна врата и округле прозоре. На поду товарног простора уграђене су ролнице и клизачи за лакши пренос и манупулацију терета при утовару и истовару као и систем за везивање и причвршчавање терета у теретној кабини. На бочним странама се налазе клупе за смештај падобранаца за време лета. За утовар не мобилног терета авион је опремљен моторним витлом.
Погонска група се састоји од два крилна турбо проп мотора са четворокраким металним елисама променљивог корака пречника 5 m. Погон за промену нагиба елисе је хидраулички. У серијски произведене авионе су уграђивани Ивченко АИ-20Д турбопроп мотори снаге 3.860 kW сваки.
Крило је трапезоидно, са нападном ивицом од 40 и нормалном излазном ивицом у односу на труп. Структурно се састоји од средишњег дела и два конзолна полукрила. У средишњем делу крила који обухвата везу крила и трупа део крила и гондоле мотора, налазе се резервоари за гориво. Сваки средњи део крила је опремљен закрилцима са дефлектором, конзолни део је опремљен дводелним елероном са серво тримером. Углови закрилца: 25° за полетање и 45° за слетање. Елерони су опремљени системом закључавања. Кроз крила су провучене све неопходне инсталације за управљање летом и радом мотора. Управљање кормилима и елеронима је механичко, помоћу шипки а закрилци електрично. Крило је опремљено системом против залеђивања.
Репне површине су класичне: један велики вертикални стабилизатор са кормилом правца, два хоризонтална стабилизатора са кормилима дубине. Сви елементи репа су металне конструкције са облогом од ал-лима. Реп овог авиона је доста издигнут у односу на труп, како не би сметао задњим вратима трупа са утоварном рампом.
Стајни трап је система трицикл: једна (управљачка) нога испод кљуна авиона са удвојеним точковима (900х300mm), нога је ротирајућа под углом од ±35°. На средини трупа по дужини, се налазе две главне ноге са носачима четири велика точка (950х350mm), који су у стању да приме сав притисак потпуно оптерећеног авиона и све неравнине полетно слетних стаза које користи овај авион при слетању и полетању. Точкови су опремљени ниско притисним гумама и кочницама а ноге стајног трапа уљним амортизерима. У току лета предња нога се увлачила у труп авиона а главне ноге су смештане у бисаге са стране трупа, тако да је на тај начин повећан размах између точкова што је добро за стабилност авиона при слетању и полетању а и приликом кретања по неравном тлу. Друга корист је што точкови не умањују запремину товарног простора. Увлачење точкова у лету, затварање врата увученог стајног трапа и управљање предњим точком обавља се хидрауличким путем.
Од стрељачког наоружања авион у репу има двоцевни топ АМ-23 калибра 23 mm са електричним управљањем, опремљен нишанском станицом са рачунаром и радаром. Од бомбардерског наоружања авион има четири фото авио бомбе ФОТОАБ-100-80 и шест ЦОСАБ-10 бомби.

## Верзије
- Ан-8 - Почетна производна верзија[3][4].
- Ан-8Н - Верзију авиона са кабином кружног пресека под притиском која може да прими до 57 путника[3][4].
- Ан-8М - Противподморничка верзија авиона Ан-8[3][4].
- Ан-8Ш - Модел авиона за обуку навигатора, имао је 18 места (16 за студенте навигаторе и 2 за инструкторе)[3][4].
- Ан-8Т - Авион цистерна, имао је два ретзервоара од по 5300 литара сваки[3][4].
- Ан-8ПС - Верзија авиона за потрагу и спасавање на мору и тешко приступачним местима и хитнu медицинскu помоћ[3][4].
- Ан-8РУ - Верзија авиона са два бустер ракетна мотора СПРД-159, који би спречили пад авиона код полетања при отказу једног од два мотора[3][4].

## Оперативно коришћење
Први производни авион Антонов Ан-8 је напустио фабрику у децембру 1958. године са моторима АГ Ивченко АИ-20Д, модификованим системом управљања стајним трапом, отворима за вентилацију горива, системом за одлеђивање и повећаним опсегом кретања кормила. Ан-8 је серијски произведен у фабрици авиона у Ташкенту 1958-1961. Произведен је укупно 151 авион.
Већина авиона Ан-8 служила је у совјетском војном ваздухопловству; два Ан-8 су користиле специјалне снаге да заузму аеродром Плзен током инвазије на Чехословачку 1968. Други су коришћени као авиони за електронско извиђање, а један авион је коришћен за прикупљање узорака ваздуха након кинеских нуклеарних тестова 1966. До 1970-их авиони Ан-8 су масовно коришћени у војним мисијама на фронту у совјетском ваздухопловству, након чега су многи пребачени у Аерофлот као теретни авиони. Након низа несрећа почетком 1990-их, Ан-8 је повучен из употребе у Русији. Међутим, то није значило њихов крај, неколико авиона је продато у иностранство, највећи број у Африку и тамо служили као карго авиони.

## Земље које су користиле авион
- Шри Ланка
- Сингапур
- СССР
- Уједињени Арапски Емирати